# Габерцеттель, Фёдор Иванович
Фёдор Иванович Габерцеттель (Габерцетель) (1832—1909) — российский архитектор. Автор ряда зданий в Санкт-Петербурге.

## Биография
Внук камер-музыканта Дирекции Императорских театров Иоганна-Леопольда Габерцеттеля и сын Иоганна Конрада Фридриха, также музыканта и композитора. Выпускник Императорской Академии художеств. За время обучения получил малую (1855) и большую (1856) серебряные медали. В 1856 дано звание художника с правом на чин XIV класса. 
Работал в Российском страховом обществе и Ведомстве учреждений императрицы Марии (c 1900). Почётный член двинского крепостного попечительства детских приютов. Статский советник. Действительный член Петербургского общества архитекторов.
В 1874 году проживал по адресу Большой проспект Васильевского острова, 13. В начале XX столетия жил в доме Адамини на набережной Мойки, 1. Сын Виктор также стал архитектором.

## Проекты и постройки

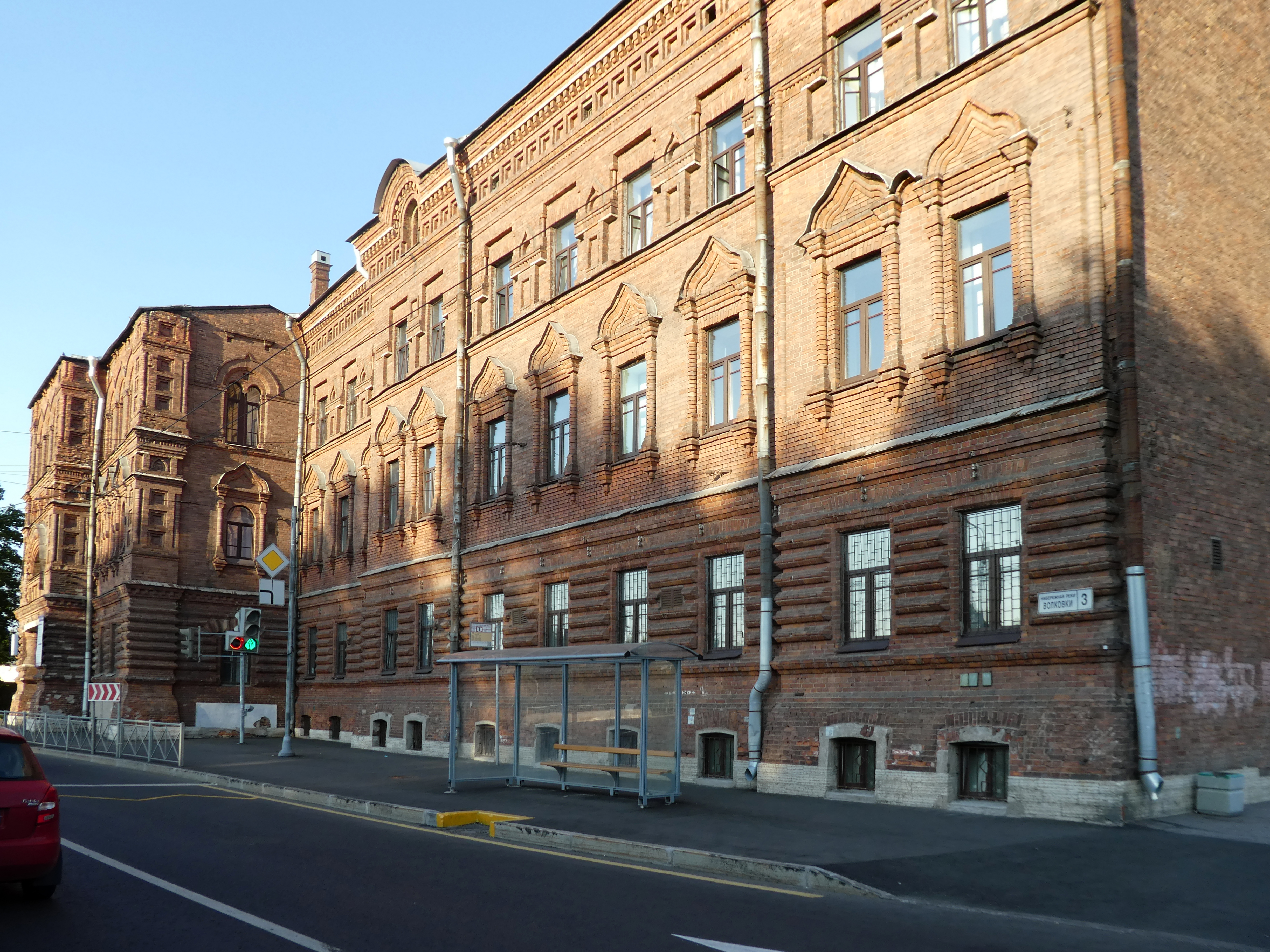
Главный корпус Волковской богадельни

- Особняк Н. Ульянова (совместно с А. А. Кулаковым). Малый проспект Васильевского острова, 7 (1857; перестроен);
- Дом Болотникова (перестройка). Переулок Пирогова, 3 (1862);
- Доходный дом (перестройка). Шпалерная улица, 48 (1863);
- Волковские богадельни (новый лицевой корпус; совместно с А. И. Томишко). Набережная реки Волковки, 3 (1880—1881)[7][1][8][9][10];
- Комплекс Спасской бумагопрядильной и ткацкой мануфактуры. Проспект Обуховской Обороны, 86 (1886—1887; надстроено);
- Часовня на Петровской бумагопрядильной мануфактуре[7].